# Nervo torácico longo
O nervo torácico  (nervo respiratório externo de Bell; nervo posterior torácico) abastece o músculo serrátil anterior. Este nervo surge caracteristicamente dos ramos anteriores de três raízes nervosas espinhais: o quinto, sexto e sétimo nervo cervical (C5-C7) apesar de que a raiz do C7 pode estar ausente. As raízes do C5 e C6 perfuram o músculo escaleno médio, enquanto que o C7 passa pela frente dele.
O nervo descende através do canal cervicoaxilar atrás  do (posterior ao) plexo braquial, artéria axilar e veia axilar, que repousam na superfície mais externa do serrátil anterior. Ele se estende ao longo do tórax até a borda mais baixa desse músculo, fornecendo filamentos para cada uma de suas digitais (projeções parecidas aos dedos). 

## Dano
Devido a seu longo e relativamente superficial percurso, ele é suscetível a lesão ou por trauma direto ou por distensão. Lesões tem sido relatadas em quase todos os esportes, ocorrendo tipicamente por golpe nas costelas debaixo de um braço estendido.  O nervo torácico longo também pode sofrer lesões durante cirurgias de câncer de mama, especificamente mastectomias radicais que envolvem a remoção dos gânglios linfáticos axilares.
Lesões no nervo podem ser causadas ao carregar mochilas pesadas nas costas por períodos prolongados.  Há também relatos de danos isolados a este nervo como variantes da síndrome de Parsonage Turner, uma doença autoimune.
Os sintomas são com frequência mínimos. Caso sintomático, um tipo de dor de queimação no ombro posterior ou escapular pode ser relatado.
Uma lesão ao nervo paralisa o serrátil anterior produzindo discinesia de escápula (escápula alada), que é mais proeminente quando o braço é levantada para frente ou quando o paciente empurra o braço estendido contra uma parede. Contudo, mesmo a escápula alada pode não ser evidente até que o trapézio seja estendido o suficiente para revelar uma lesão, muitas semanas mais tarde.

## Imagens adicionais

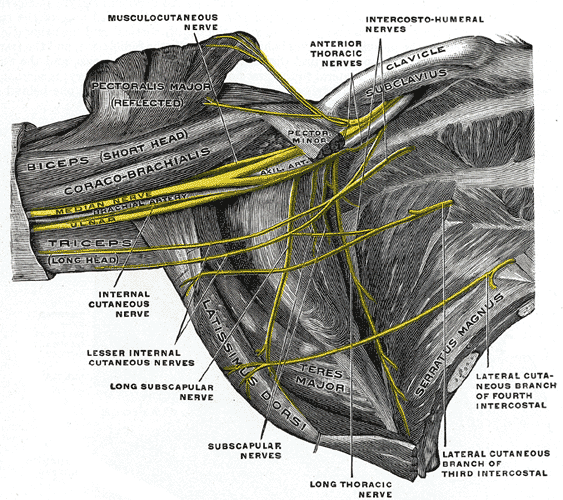
O plexo braquial direito (porção infraclavicular) na fossa axilar; vista desde baixo e de frente.
Plexo braquial
Plexo braquial mostrando o percurso dos nervos espinhais.